# جزيرة مرشانة
جزيرة مَرْشَانة أو مارشينا وهي جزيرة متوسطة وتتميز هذه الجزيرة أنها لا يأتي إليها زوار على الرغم من أنه من الممكن تنظيم رحلات سياحية للغوص في المياه المحيطة بجزيرة مرشانة.
- اسم الجزيرة يأتي من راهب إسباني اسمه فراي أنطونيو دي مرشانة، وعلى غرار العديد من براكين غالاباغوس، جزيرة مرشانة لديها كالديرا.

كالديرا مرشانة هو بيضاوي الشكل تقريبا ويصل إلى 7 كم من 6 كم، ضمن مجموعة من الأحجام كالديرا من البراكين الغربية الكبيرة.كالديرا مرشانة هو غير عادي، ومع ذلك، في أنه قد تم تشكله كاملا تقريبا مليئة بالحمم الجديدة، والبعض منها امتد هبوطا من الجانبين. أقدم الحمم عمرها يصل إلى 500.000 سنة.
- وهناك سبب آخر لماذا تشتهر جزيرة مرشانة حتى يتم ذلك، كان على الرغم من أنها غير مأهولة، إلا أنها كانت مليئة بالغموض. هنا وجدت جثث عمل سفية لورينز رودولف والتي وجدت في ظروف غامضة على شاطئ الجزيرة، وكانت محنطة طبيعيا نتيجة عدم وجود المفترسات الطبيعية الموجودة هناك.